# Metacarpus
| Metakarpalben, volar vy. |
| Metakarpalben, medial vy. |
| Vänster hands metakarpalben, volar och medial vy. |
| Handens skelett. |
| Handens skelett. Uppifrån och ned: Handlov (carpus), mellanhand (metacarpus) samt fingrarnas falanger (phalanges digiti). Muskelfästen markerade i rött. Illustration: Gray's Anatomy, 1918. (PD) |

Mellanhand (latin: metacarpus) är i människans kropp den del av handen som avgränsas av handflatan (palma manus) och handryggen (dorsum manus). Mellanhanden ledar uppåt (proximalt) mot handloven (carpus) och handleden (art. radiocarpalis) och nedåt (distalt) mot fingrarna (digiti manus) och knoglederna (artt. metacarpophalangeae). 

## Skelett
I mellanhanden finns fem mellanhandsben eller metakarpalben (ossa metacarpalia):
- Första metakarpalbenet (os metacarpale I, os primum metacarpale)
- Andra metakarpalbenet (os metacarpale II, os secundum metacarpale)
- Tredje metakarpalbenet (os metacarpale III, os tertium metacarpale)
- Fjärde metakarpalbenet (os metacarpale IV, os quartum metacarpale)
- Femte metakarpalbenet (os metacarpale V, os quintum metacarpale)

Det första metakarpalbenet är kortare än de övriga. Dessutom är det mer böjt inåt mot de övriga (inåtroterat) och har därmed betydligt större rörlighet i sidled (adduktion/abduktion) vilket gör att tummen (pollex) kan föras ihop med samtliga andra fingrar.
Det femte metakarpalbenet är kortare än de tre övriga ulnara benen vilket gör att lillfingret (digitus minimus) sitter längre in (proximalt) på handen.

## Muskler
I mellanhanden finns de muskler som abducerar (för isär) och adducerar (för ihop) fingrarna:
1. Tenar (thenar) - Tummens muskelgrupp
2. Hypotenar (hypothenar) - Lillfingrets muskelgrupp
3. Lumbrikalmusklerna (Mm. lumbricales)
4. Interosseusmusklerna (Mm. interossei)